# Martin Pike (Leichtathlet)
Martin Pike (Martin William Pike; * 12. Juli 1920 in Tendring; † 10. Januar 1997 in Taunton) war ein britischer Sprinter, der sich auf den 400-Meter-Lauf spezialisiert hatte. 
Bei den Olympischen Spielen 1948 in London schied in der 4-mal-400-Meter-Staffel mit dem britischen Quartett im Vorlauf aus. 
1950 siegte er bei den Europameisterschaften in Brüssel mit der britischen 4-mal-400-Meter-Stafette.
1939 wurde er Englischer Meister über 440 Yards. Seine persönliche Bestzeit über 400 Meter von 48,6 s stellte er 1950 auf.